# Путеподъёмник
Путеподъёмник — путевая машина для подъёмки и укладки на балласт рельсо-шпальной решётки при балластировке и (или) выправке железнодорожных путей. Применяется на железнодорожном транспорте при строительстве, ремонте и текущем содержании пути.

## Классификация
До 1940-х годов работы осуществлялись:
- средствами малой механизации
- ручным путеподъёмником
- моторным путеподъёмником с паровым двигателем

Ручной путеподъёмник — четырёхосная тележка с подъёмным механизмом и рельсовыми захватами, осуществляющими захват рельсов при вращении рукоятки подъёмного механизма.
Путеподъёмник с паровым двигателем — 2-осная тележка, на раме которой смонтированы двигатель и шестерёнчато-винтовой механизм подъёма пути с клещевыми захватами путевой решётки.
На железных дорогах используются путеподъёмники циклического и непрерывного действия.
К путеподъёмникам циклического действия относятся моторный путеподъёмник с дизельным двигателем и двухниточный домкрат, а также рихтовочная машина. К путеподъёмникам непрерывного действия относится электромагнитный путеподъёмник.

## Моторный путеподъёмник
Моторный путеподъёмник — самоходная машина на железнодорожном ходу. Осуществляет подъёмку и предварительную выправку пути в плане при небольших объёмах работ и разбросанности объектов. Рычажно-параллелограммный рабочий орган путеподъёмника, опираясь на балласт, захватывает рельсы клещевыми захватами, поднимает и сдвигает путевую решётку (при этом путеподъёмник находится на поднимаемой путевой решётке). Под поднятый путь подаётся балласт, и путевая решётка устанавливается на более высокую отметку. При подъёме опорных плит путеподъёмник опускается на рельсы и переезжает на новый участок, где процесс повторяется. Путеподъёмник оснащён оптической системой контроля, обеспечивающей высокую точность рихтовки.

## Двухниточный домкрат
Двухниточный домкрат предназначен для подъёмки пути на балласт и его выправки при малых и средних объёмах работ. Путеподъёмник представляет собой тележку, на которой смонтированы две фермы с опорными башмаками, гидроцилиндром, рельсовыми захватами, а также привод — двигатель внутреннего сгорания, редуктор и гидронасос. Путевая решётка поднимается двумя рельсовыми захватами, расположенными по оси пути, которые включаются автоматически при движении штоков гидроцилиндров.

## Электромагнитный путеподъёмник
Электромагнитный путеподъёмник служит для непрерывной подъёмки путевой решётки. Он представляет собой ферму на двух опорных тележках. Механизм подъёма снабжён двумя электромагнитами, отклоняющимися от оси фермы на 150 мм, что обеспечивает вписывание путеподъёмника в кривые радиусом до 250 мм без нарушения пути в плане. Путеподъёмник имеет также устройства контроля положения электромагнитов по высоте и уровня балласта под шпалами, щётки для очистки путевой решётки.

## Ползучий путеподъёмник
При строительстве железных дорог используют ползучий путеподъёмник, буксировка которого осуществляется тракторным дозировщиком. Такой путеподъёмник представляет собой плиту в форме клина, заострённая часть которой расположена по ходу движения машины. При работе верхняя поверхность плиты скользит по нижней постели поднимаемой путевой решётки.

## Другие машины
Большие объёмы работ при подъёмке пути осуществляют электробалластёрами, при выправочной подъёмке — выправочно-подбивочно-рихтовочными машинами.